# Liste des maires de Bangui
Cet article dresse une liste des maires de Bangui et des dirigeants et personnalités élues ou nommées à différents titres à la tête de Bangui depuis sa fondation.

## Histoire
Le statut de la Ville de Bangui évolue comme suit :
| 26 juin 1889     | Fondation de Bangui par Albert Dolisie |
| 11 décembre 1906 | Bangui devient la capitale de la colonie de l'Oubangui-Chari-Tchad et du cercle de la Mpoko. |
| 1er janvier 1912 | Bangui est érigée en commune mixte en vertu de l'arrêté du 4 octobre 1911. |
| 26 juin 1952     | La commune de Bangui est séparée de la région de l'Ombella-M'Poko. |
| 18 novembre 1956 | Bangui est érigée en commune de plein exercice par la loi nº 55-1489 du 18 novembre 1955. |
| 3 janvier 1964   | Loi centrafricaine n° 63-445 portant création de la commune autonome de Bangui, qui est administrée comme une préfecture sous l'autorité du ministère de l'Intérieur qui nomme le délégué du gouvernement à Bangui. |

jesuis cetrafiquenne triple ka a sa mama sokwa felie kazan

## Liste des chefs de postes et maires
La liste des chefs de postes et premiers maires nous est connue grâce aux archives relevées par les ressources afférentes. 
| Dates                                                       | Titulaire                                     | Notes                                                                 |
| ----------------------------------------------------------- | --------------------------------------------- | --------------------------------------------------------------------- |
| Chefs de poste                                              |                                               |                                                                       |
| 26 juin - 23 septembre 1889                                 | Michel Dolisie                                |                                                                       |
| 23 septembre 1889 - 2 janvier 1890                          | Maurice Musy                                  |                                                                       |
| 3 - 27 janvier 1890                                         | André Turpin                                  | intérim, laptot, écrivain sénégalais                                  |
| 27 janvier - 21 avril 1890                                  | J. Voisin                                     |                                                                       |
| 21 avril - 9 août 1890                                      | Edmond Ponel                                  |                                                                       |
| 9 août 1890 - mai 1891                                      | Alphonse Fondère                              |                                                                       |
| mai - août 1891                                             | Poumeyrac de Masredon                         |                                                                       |
| août - octobre 1891                                         | Henri Bobichon                                |                                                                       |
| octobre 1891 - 27 novembre 1892                             | Fraisse                                       |                                                                       |
| 27 novembre 1892 - janvier 1893                             | Joulia                                        |                                                                       |
| janvier - 20 août 1893                                      | Combey                                        |                                                                       |
| 20 août 1893 - 1895                                         | Alain-Louis-Marie Vittu de Kerraoul           |                                                                       |
| 1898 - 5 novembre 1900                                      | Dr Eléazar Marie François Abeille de la Colle |                                                                       |
| à partir du 5 novembre 1900                                 | Fernand Gaud                                  |                                                                       |
| à partir de 1906                                            | Tell                                          |                                                                       |
| 1911                                                        | Adolphe Deitte                                |                                                                       |
| Administrateurs-maires de Bangui                            |                                               |                                                                       |
| 30 décembre 1911 à 1912                                     | Morel                                         | Il dirige aussi l'Ombella-Mondjo.                                     |
| 1912 - 26 juillet 1919                                      | Marcel Marchessou                             | Premier maire de Bangui                                               |
| 1919 - 1921                                                 | Michel Jean Dériaud                           |                                                                       |
| à partir de 1926                                            | Marsault                                      |                                                                       |
| 1931 - 1933                                                 | Raymond Sylvestre Marie Saint-Clair Ruillier  | Maire                                                                 |
| 1933 - 1934                                                 | Léal                                          | Maire                                                                 |
| 1934 - 1937                                                 | Pierre François Pelieu                        | intérim                                                               |
| 1937 - 1939                                                 | André Dominique Lanata                        |                                                                       |
| 1939 - 1942                                                 | Charles René Louvel                           |                                                                       |
| 1942 - 1943                                                 | Auguste Étienne Albert Joly                   |                                                                       |
| 1943 - 1944                                                 | Jean-Dominique Grossetti                      |                                                                       |
| 1945                                                        | Jean-Baptiste Luciani                         |                                                                       |
| 1945 - 19 avril 1946                                        | Quijoux                                       | Inspecteur adjoint des chasses                                        |
| 19 avril 1946 - 23 avril 1946                               | Gilbert Hubschewerlin                         | Chef de l'agglomération urbaine, administrateur adjoint de 1re classe |
| 1946                                                        | Rang des Adrets                               | Chef de l'agglomération urbaine, administrateur adjoint de 1re classe |
| 1950                                                        | Jules Didier Quastana                         |                                                                       |
| 1950                                                        | Richard Lucien Bocquet                        | Administrateur de 1re classe                                          |
| 1950 - 1952                                                 | Jules Didier Quastana                         |                                                                       |
| 1952 - 1954                                                 | Pierre Jean Robert Soulé-Susbielle            |                                                                       |
| 1954 - 1956                                                 | Guy Henri Gustave Martin                      |                                                                       |
| 1956                                                        | Édouard Théodore Marie Dumont                 |                                                                       |
| 23 novembre 1956 - 29 mars 1959                             | Barthélemy Boganda                            |                                                                       |
| 30 mars - juin 1959                                         | René Naud                                     |                                                                       |
| 1959 - 1962                                                 | Étienne Ngounio                               |                                                                       |
| 1962 - 1er mars 1966                                        | Charles Bornou                                |                                                                       |
| 1er mars - 20 mai 1966                                      | Étienne Pamala-Sambonga                       | (par intérim)                                                         |
| 20 mai 1966 - 7 août 1968                                   | Barnabé Nzilavo                               | 1re fois                                                              |
| Délégués du gouvernement à Bangui                           |                                               |                                                                       |
| 12 janvier - 26 novembre 1964                               | Maurice Gamana-Leggos                         |                                                                       |
| 26 novembre 1964 - 6 mai 1966                               | Joseph Hetman                                 |                                                                       |
| 6 mai 1966 - 17 décembre 1966                               | François Pouninguinza                         |                                                                       |
| Commissaires de gouvernement auprès de la commune de Bangui |                                               |                                                                       |
| à partir du 17 décembre 1966                                | Gaston Loumandet                              |                                                                       |
| 8 août 1972 au 11 février 1974                              | Barnabé Nzilavo                               |                                                                       |
| Présidents de la délégation spéciale de la ville de Bangui  |                                               |                                                                       |
| 19 août 1968 au 3 avril 1970                                | Jean-Michel Benzot                            |                                                                       |
| du 3 avril 1970 à 1972                                      | Louis Kpado                                   | Ministre de l'Intérieur                                               |
| du 8 août 1972 à 11 février 1974                            | Barnabé Nzilavo                               | 2e fois                                                               |
| de 1975 au 6 mars 1976                                      | Louis Alazoula                                |                                                                       |
| de 6 mars 1976 à 1977                                       | Théodore Blaise Lamine                        |                                                                       |
| du 18 octobre 1977 au 20 février 1978                       | Barnabé Nzilavo                               | 3e mandat                                                             |
| du 20 février 1978 à 1979                                   | Fred-Patrice Zemoniako-Liblakenze             |                                                                       |
| de 1980 à 1981                                              | Jean-Arthur Bandio                            |                                                                       |
| de 1988 au 25 avril 1989                                    | Étienne Ogbalet                               |                                                                       |
| du 25 avril 1989 à 1992                                     | Marguerite Balenguélé-Zarambaud               | Première femme                                                        |
| de 1992 à 1995                                              | Raymond Behorou                               |                                                                       |
| En 1995                                                     | Anne-Marie Ngouyombo                          |                                                                       |
| du 20 août 1995 à 1997                                      | Olivier Gabirault                             |                                                                       |
| de 1997 au 18 février 2000                                  | Joseph Bendounga                              |                                                                       |
| du 18 février 2000 au 22 mai 2003                           | Cécile Guéret                                 |                                                                       |
| du 22 mai 2003 au 3 juillet 2011                            | Jean-Barkès Gombé-Ketté                       |                                                                       |
| du 3 juillet 2011 au 20 mai 2013                            | Nazaire Yalanga                               |                                                                       |
| du 20 mai 2013 au 7 février 2014                            | Catherine Samba-Panza                         |                                                                       |
| du 7 février 2014 au 6 mai 2016                             | Yacinthe Wodobodé                             |                                                                       |
| à partir du 6 mai 2016                                      | Émile Gros Raymond Nakombo                    |                                                                       |